# Santa Comba Dão e Couto do Mosteiro
Santa Comba Dão e Couto do Mosteiro (oficialmente: União das Freguesias de Santa Comba Dão e Couto do Mosteiro) é uma freguesia portuguesa do município de Santa Comba Dão, com 26,74 km² de área e 4407 habitantes (censo de 2021). A sua densidade populacional é 164,8 hab./km².

## História
Foi criada aquando da reorganização administrativa de 2012/2013,  resultando da agregação das antigas freguesias de Santa Comba Dão e Couto do Mosteiro.

## Demografia
A população registada nos censos foi:
| Distribuição da População por Grupos Etários | Distribuição da População por Grupos Etários | Distribuição da População por Grupos Etários | Distribuição da População por Grupos Etários | Distribuição da População por Grupos Etários | Distribuição da População por Grupos Etários |
| -------------------------------------------- | -------------------------------------------- | -------------------------------------------- | -------------------------------------------- | -------------------------------------------- | -------------------------------------------- |
| Antes da agregação                           |                                              |                                              |                                              |                                              |                                              |
| Ano                                          | 0-14 anos                                    | 15-24 anos                                   | 25-64 anos                                   | >= 65 anos                                   | Total                                        |
| 2001                                         | 632                                          | 711                                          | 2301                                         | 872                                          | 4516                                         |
| 2011                                         | 666                                          | 445                                          | 2463                                         | 998                                          | 4572                                         |
| Após a agregação                             |                                              |                                              |                                              |                                              |                                              |
| Ano                                          | 0-14 anos                                    | 15-24 anos                                   | 25-64 anos                                   | >= 65 anos                                   | Total                                        |
| 2021                                         | 563                                          | 417                                          | 2159                                         | 1268                                         | 4407                                         |